# Trent Plaisted
Trent Michael Plaisted (San Antonio, 1º ottobre 1986) è un ex cestista statunitense.

## Carriera
Viene scelto al secondo giro con la 46ª scelta al draft NBA 2008 dai Seattle SuperSonics che cedettero i diritti ai Detroit Pistons, ma non scese mai in campo nella NBA.
La sua prima esperienza con il basket professionistico la vive quindi in Italia, alla Pallacanestro Biella: tuttavia dopo 2 giornate di campionato subisce un infortunio che gli fa saltare il resto della stagione.
Ristabilitosi, l'anno seguente firma un contratto con i croati dello Zadar.

## Palmarès
- Campionato lituano: 1

Žalgiris Kaunas: 2010-11
- Campionato francese: 1

Limoges CSP: 2014-15
- Lega Baltica: 1

Žalgiris Kaunas: 2010-11